# Julia Strowski
Julia Strowski (ur. 18 września 1998) – niemiecko–japońska aktorka.

## Życiorys
Urodzona w Summit, osiedliła się wraz z rodziną w Berlinie. Wystąpiła w produkcji Amazon Prime Bibi und Tina. Poza aktorstwem zajmuje się tańcem, teatrem fizycznym i muzyką w National Youth Theatre w Wielkiej Brytanii.
Użyczyła swojego głosu w niemieckim dubbingu do filmu Tokyo Shaking i w audiobooku She and Her Cat. Wpływ na jej muzykę stanowi Metoda Suzuki.

## Filmografia

### Filmy
- 2018: Kuba Guzik: Na tajemniczym lądzie
- 2019: Das Traumschiff
- 2019: Opfer
- 2019: Das Wichtigste im Leben
- 2020: Bibi & Tina – Die Serie
- 2020: Don’t Read This on a Plane
- 2020: Into the Beat – Der Tanz deines Lebens
- 2021: SOKO Stuttgart
- 2022: SOKO Linz

### Dubbing
- 2022: Tokyo Shaking
- 2022: She and Her Cat